# الوسط (الحصن)

تعديل مصدري - تعديل

الوسط هي إحدى قرى عزلة اليمانية العليا بمديرية الحصن التابعة لمحافظة صنعاء، بلغ تعداد سكانها 99 نسمة حسب تعداد اليمن لعام 2004.